# Przestrzeń ccc
Przestrzeń ccc (albo: p. spełniająca warunek przeliczalnych antyłańcuchów, p. o własności Suslina) – przestrzeń topologiczna, w której każda rodzina zbiorów otwartych parami rozłącznych jest przeliczalna.

## ccc a ośrodkowość
Każda przestrzeń ośrodkowa jest ccc. Istotnie, jeżeli D jest gęstym przeliczalnym podzbiorem przestrzeni X oraz {\displaystyle {\mathcal {A}}} jest rodziną niepustych rozłącznych i otwartych podzbiorów X, to z gęstości zbioru D istnieje funkcja różnowartościowa przyporządkowująca każdemu punktowi zbioru D element rodziny {\displaystyle {\mathcal {A}}} (każdy niepusty zbiór otwarty zawiera pewien punkt zbioru D). Twierdzenie odwrotne nie jest prawdziwe - istnieje przestrzeń ccc, która nie jest ośrodkowa. Przykładem może być
{\displaystyle \{0,1\}^{2^{2^{\aleph _{0}}}}}
z topologią produktową. Twierdzenie Hewitta-Marczewskiego-Pondiczeriego mówi, w szczególności, że produkt mniej niż continuum przestrzeni ośrodkowych jest przestrzenią ośrodkową. Odpowiedź na pytanie o to, czy produkt dwóch przestrzeni ccc jest nadal ccc, jest niezależne od aksjomatyki ZFC.

## Produkt przestrzeni ccc
- Pod założeniem negacji hipotezy continuum i aksjomatu Martina produkt dowolnej rodziny przestrzeni ccc jest ccc.
- Pod założeniem hipotezy continuum istnieją przestrzenie ccc X i Y takie, że X × Y nie jest ccc[2].
  - Korzystając z konstrukcji przestrzeni Gleasona, można udowodnić na podstawie powyższego, że pod założeniem hipotezy continuum istnieje przestrzeń ccc, która jest zwarta, Hausdorffa, ekstremalnie niespójna X taka, że X × X nie jest ccc.